# Respect Zone
Vous pouvez aider à l'améliorer ou bien discuter des problèmes sur sa page de discussion.
- Son ton est trop promotionnel ou publicitaire, voire hagiographique. Le texte doit adopter un ton neutre et encyclopédique. (Marqué depuis août 2019)
- Il est à actualiser. Certains passages sont obsolètes ou annoncent des événements désormais passés. (Marqué depuis janvier 2022)

Respect Zone (parfois abrégé RZ), est une organisation non gouvernementale française fondée en 2014, spécialisée dans la lutte contre les cyber-violences, le harcèlement et les discriminations.

## Historique
Respect Zone est fondé en 2014 par les frères Nathan et Adrien Coen et par leur père Philippe Coen. La problématique à l'origine de la création : quelles solutions contre les actes de violence en ligne ? L'ONG est présidé par Philippe Coen, avocat et diplômé d'Harvard,. Respect Zone développe de multiples solutions numériques de protection contre le cyber-harcèlement .
Respect Zone est une initiative citoyenne de l’association sans but lucratif Initiative de Prévention de la Haine. L'association vise à combattre toute forme de haine ou discriminations homophobes, racistes, sexistes ou antisémites.

## Label
Le label Respect Zone peut être adopté par chaque établissement scolaire, entreprise, ville qui s'engage à respecter la charte de l'association promouvant le respect en ces lieux,. En 2017, le groupe TF1 adoptera le label ainsi que l'UNESCO,. SOS Homophobie l'adoptera également et en 2016 la radio idFM,.
Respect Zone est notamment partenaire de la Paris Games Week depuis 2014. 
Entreprises, associations,,, personnalités et organisations sont désormais labellisées Respect Zone. Respect Zone est partenaire avec de nombreuses associations, comme par exemple Egalité contre Racisme.

## 50 propositions RZ: «Internet contre Internh@te»
Le Président, Philippe Coen interroge le rapport à l’altérité et donc à soi-même sur les réseaux sociaux. Il propose une approche disruptive pour rendre « Respect by Design » l’ergonomie des réseaux sociaux et des opérateurs responsables,.

## LeRespect by Design[Quoi ?]
Respect Zone préconise une logique de prévention plutôt que de punition de la haine. 
La conception d'un espace respectueux et non-violent se décline dans l'espace physique. Respect Zone propose un label invoquant le respect à afficher dans les espaces publics. Ce label est déjà présent dans plusieurs municipalités comme à Chevry-Cossigny par exemple.

## Charte Respect Zone
Respect Zone invite qui le souhaite à signer une charte dans laquelle le signataire promet de véhiculer le respect sur ses réseaux sociaux et de modérer les contenus contraires aux valeurs Respect Zone (incitation à la haine, cyber violence, comportements discriminatoires...). 
Une campagne anti-haters a été mené afin de ridiculiser le troll en véhiculant des messages positifs.

## RespectZone Handi
RespectZone a développé un volet spécifique handicap pour promouvoir le respect des personnes handicapées sur internet comme dans la vie courante.
La charte dispose ainsi d'un volet handi, mettant en avant le respect, l'égalité adaptée et l'accessibilités des personnes à mobilités réduites.

### Ouvrages
- Philippe Coen, Internet contre internhate, 2017, éditions Le bord de l'eau[27]

### Campagnes
- Une minute de silence contre la cyberviolence[28],[29],[30]

### Articles de presse
(août 2019).
- Benoît Le Bars, jeuneafrique.com, 9 septembre 2014
- Vincent Bouquet, Les Échos, 10 novembre 2014
- France 3 Ile-De-France, L'association Respect Zone veut lutter contre le cyber-violence, 9 février 2016
- Thierry Noisette, L'Obs, Respect Zone, le label anti-haine sur le Net : valoriser la bienveillance, 17 décembre 2017
- La rédaction, Stratégies, Hack for good : Les créatifs contre le harcèlement, 27 mai 2019

### Évènements
- Les rendez-vous de La Baule, 10 février 2018[31]